# Agageldy Mämmetgeldiýew

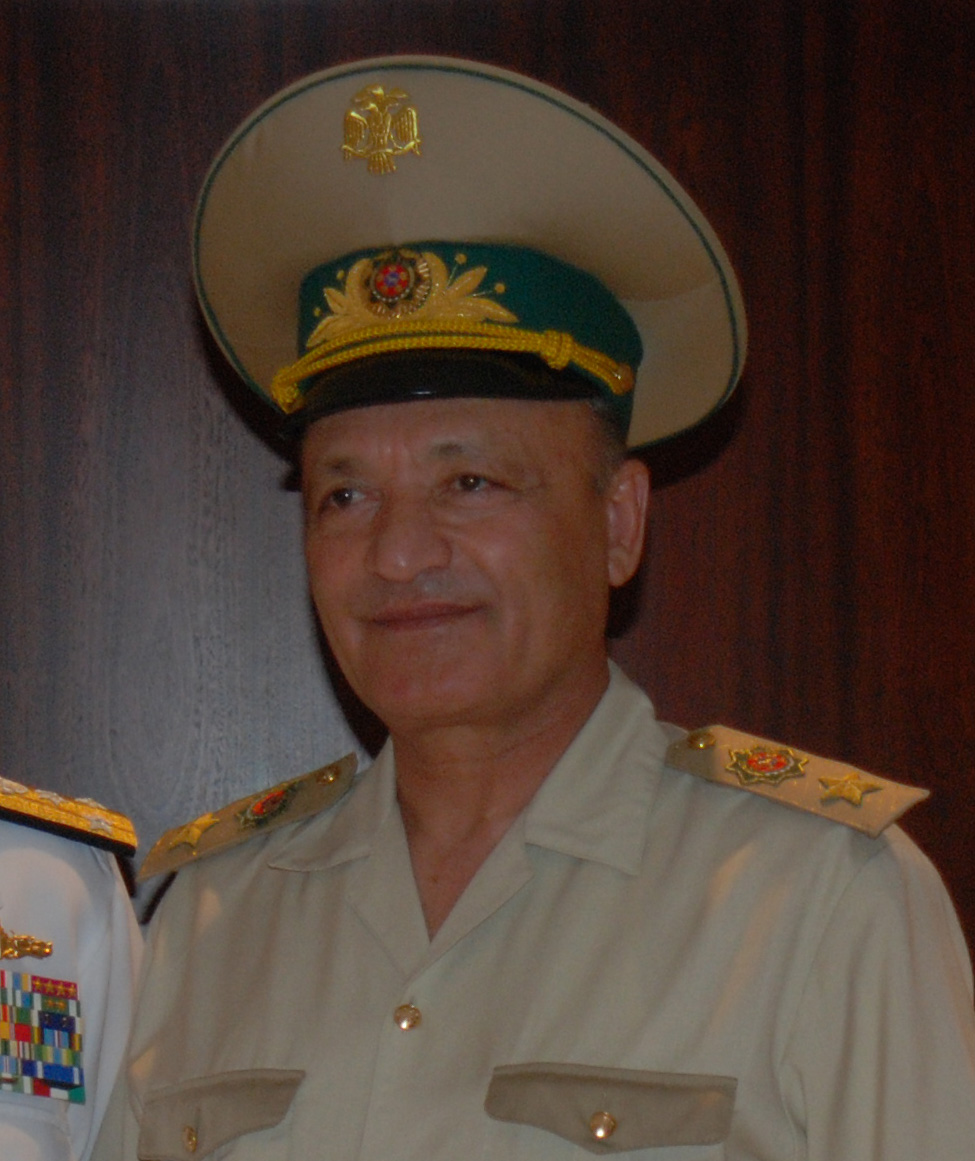
Mämmetgeldiýew im Jahr 2008

Agageldy Mämmetgeldiýewiç Mämmetgeldiýew (* 10. September 1946 in Aşgabat, Turkmenische Sozialistische Sowjetrepublik, heute Turkmenistan) ist ein turkmenischer Politiker, Armeegeneral und ehemaliger Verteidigungsminister Turkmenistans.

## Leben
Mämmetgeldiýew wurde im Jahr 1946 in Aşgabat, der Hauptstadt der damaligen Turkmenischen SSR, geboren. Er studierte an der Medizinischen Universität im russischen Saratow und arbeitete nach seinem Abschluss als Arzt. Nach der turkmenischen Unabhängigkeit im Jahr 1991 stand er als Militärarzt in Diensten der Turkmenischen Streitkräfte, dabei kam er in Kontakt mit dem damaligen turkmenischen Präsidenten Saparmyrat Nyýazow, der in den folgenden Jahren die Karriere Mämmetgeldiýews maßgeblich vorantrieb.
1997 stieg Mämmetgeldiýew als Günstling des autoritär regierenden Präsidenten Nyýazow zum stellvertretenden Verteidigungsminister auf, ehe er im September 2003 von Nyýazow zum Verteidigungsminister ernannt wurde. Gleichzeitig war Mämmetgeldiýew ab diesem Zeitpunkt Vorsitzender des Nationalen Sicherheitsrates und damit einer der mächtigsten Männer des Landes. Als Verteidigungsminister war Mämmetgeldiýew maßgeblich mit dem Aufbau der turkmenischen Streitkräfte betraut, die noch weitestgehend auf Strukturen und Material aus Sowjetzeiten angewiesen waren. Zentrale Maßnahmen im Zuge der Militärreform waren die Verbesserung der militärischen Ausbildung in Turkmenistan und der Aufbau der Turkmenischen Luftstreitkräfte.
Mit dem Tod Nyýazows am 21. Dezember 2006 drängte sich die Frage nach der Nachfolge des langjährigen Präsidenten auf, durchaus überraschenderweise setzte sich dabei der ehemalige Gesundheitsminister Gurbanguly Berdimuhamedow durch. Dieser tauschte im Zuge der Festigung seiner Machtposition in den ersten Monaten seiner Präsidentschaft weite Teile der turkmenischen Führungsriege aus, Mämmetgeldiýew blieb jedoch als einer der wenigen Minister im Amt. Auf Grund dieser Unterstützung durch Berdimuhamedow und der starken Machtposition Mämmetgeldiýews nach dem Tod des ehemaligen Präsidenten wird angenommen, dass er maßgeblichen Anteil an der Kür Berdimuhamedows zum neuen Präsidenten in Turkmenistan hatte.
Seine Amtszeit als Verteidigungsminister endete im Januar 2009, offiziell nahm der Präsident ein Rücktrittsgesuch aus gesundheitlichen Gründen an, dabei dankte er Mämmetgeldiýew für dessen treuen Dienst für das Land. Ob tatsächlich gesundheitliche Gründe Anlass für den Rücktritt des Verteidigungsministers waren, ist nicht abschließend geklärt, im Gegensatz zu zahlreichen anderen Ministern blieb Mämmetgeldiýew aber eine unehrenhafte Entlassung in der Öffentlichkeit erspart.